# The Song of a Long Forgotten Ghost
The Song of a Long Forgotten Ghost es el primer demo y debut del artista noruego Mortiis, publicado en 1993 en casete de manera independiente, previamente a su primer álbum oficial, Fodt til å Herske.
Este fue su primer trabajo tras su desvinculación de la banda de black metal Emperor, y fue relanzado en 1995 por la compañía discográfica polaca Pagan Records; en 2011 el sello griego Kyrck lo editó en edición en vinilo coloreada.
La producción se compone de una canción de larga duración homónima dividida en dos lados.

## Lista de canciones
1. The Song of a Long Forgotten Ghost - 59:40 (lados A y B)